# Fontes hidrotermais e montes submarinos dos Açores

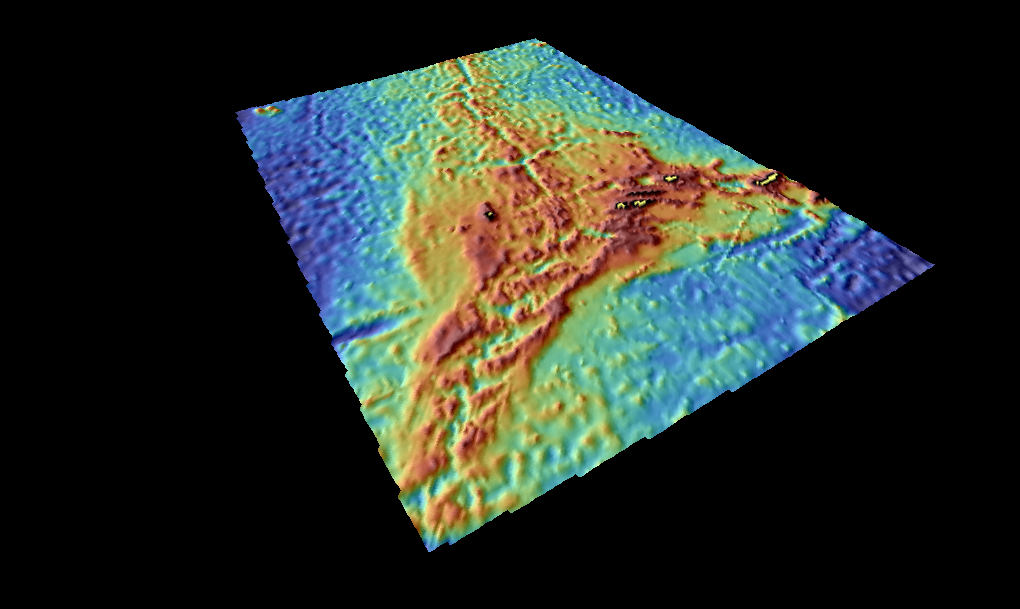
Um mapa de relevo da região da junção tripla dos Açores e da zona batimétrica sul.

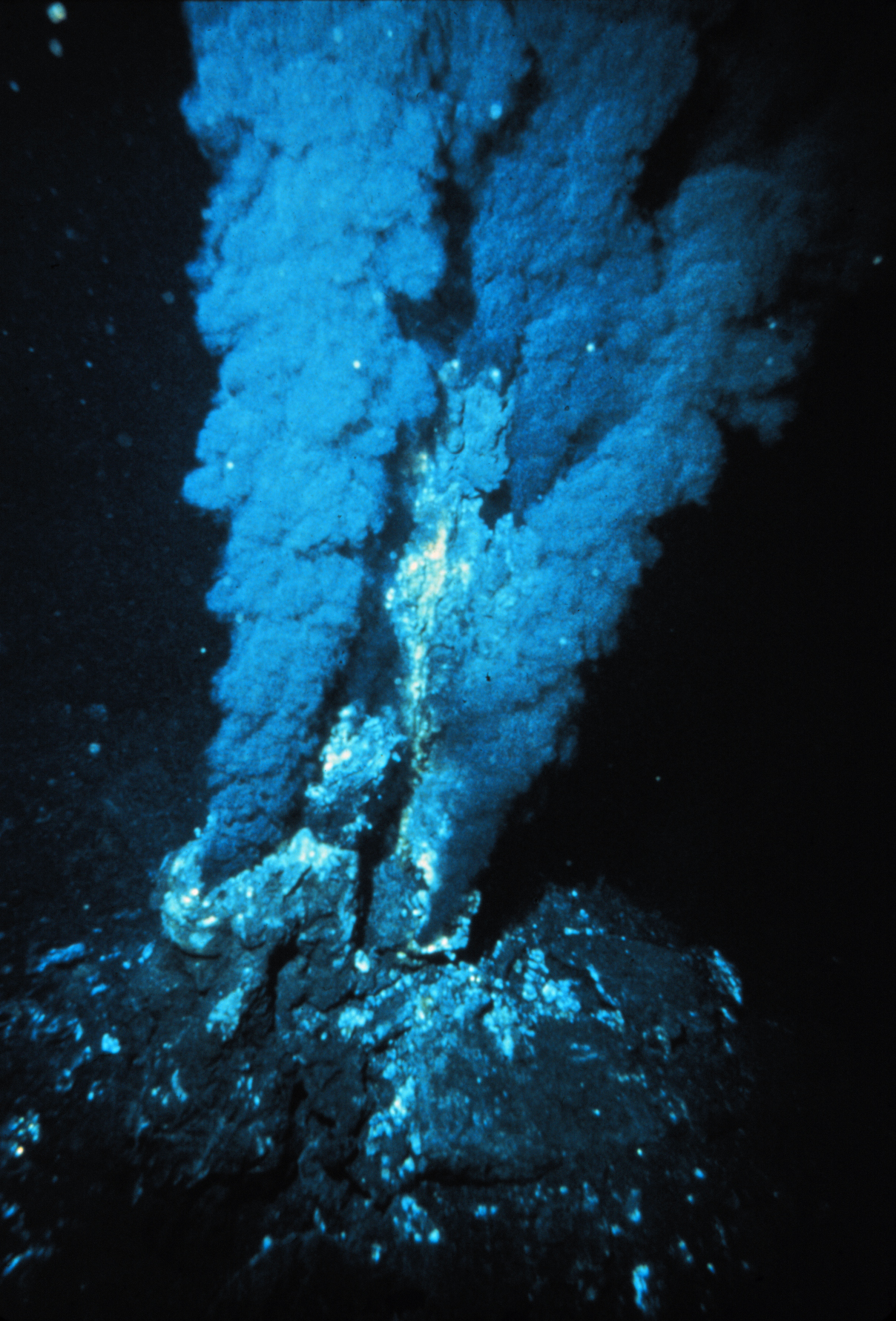
Um exemplo de uma chaminé hidrotermal com emissão de gases no Complexo da Crista Mesoatlântica.

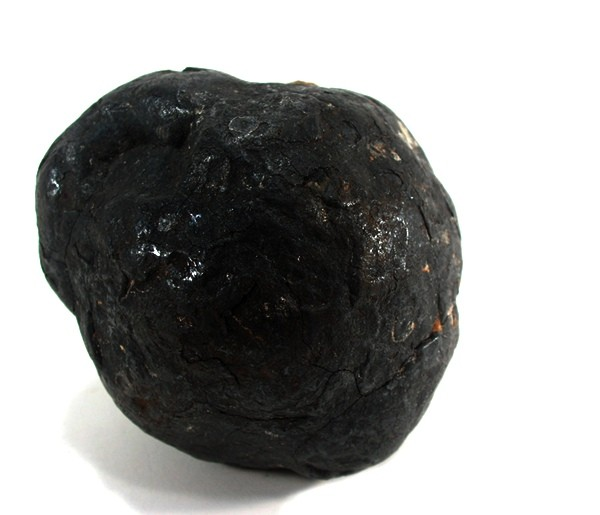
Exemplo de um nódulo de óxido de manganês extraído de uma chaminé do rifte.

Fontes hidrotermais e montes submarinos dos Açores é a designação dada ao conjunto de picos submarinos, parte da Crista Média do Atlântico, a que estão associados extensos campos de fontes hidrotermais, existente nos fundos marinhos em torno do arquipélago dos Açores. Constituídas por extensas massas de basaltos típicos das regiões meso-oceânicas, em geral designados por MORB, estas formações, para além do seu interesse geomorfológico, são repositório de uma variedade de minérios e suporte de uma das zonas com maior biodiversidade da Terra, com a particularidade de conter cadeias tróficas cuja produtividade primária é puramente quimiossintética, logo independente da luz solar e da fotossíntese.

## Descrição
Os Açores possuem uma extensa área marinha, com uma grande variedade de montes submarinos, vulcões submarinos activos, onde as ilhas representam os picos mais altos de uma complexa cadeia de montes submarinos situada na Crista Médio-Atlântica. Os montes submarinos albergam uma biodiversidade excepcional. Actualmente são conhecidos sete campos hidrotermais de grande profundidade nos mares dos Açores:
- Campo Hidrotermal Lucky Strike, descoberto em 1992;
- Campo Hidrotermal Menez Gwen, descoberto em 1994;
- Campo Hidrotermal Rainbow, descoberto em 1997;
- Campo Hidrotermal Saldanha, descoberto em 1998;
- Campo Hidrotermal Ewan, descoberto em 2006;
- Campo Hidrotermal Seapress, descoberto em 2009;
- Campo Hidrotermal Moytirra, descoberto em 2011.

Todas estes, com excepção do Moytirra, estão localizadas a sul do arquipélago e tem sido alvo de apurados estudos científicos. Em 2010, um campo hidrotermal de baixa profundidde foi descoberto próximo da Ponta da Espalamaca, na ilha do Faial. 
Entre os montes submarinos destaca-se o Banco D. João de Castro, um monte submarino isolado, localizado entre as ilha de São Miguel e ilha Terceira. Esta área possui um enorme interesse do ponto de vista ecológico, encontrando-se incluída na lista de Sítios da Rede Natura 2000. São conhecidas nascentes hidrotermais de superfície, entre os 20 e os 45 metros, no monte submarino D. João de Castro, constituindo um importante desafio para o estudo das comunidades que ocorrem neste tipo de habitat.
Os Açores constituem igualmente uma área muito importante para estudos das fontes hidrotermais profundas. As fontes hidrotermais de profundidade, situadas ao longo da Crista Médio-Atlântica, têm sido alvo de vários projectos de investigação por parte de diversos cientistas. 
Recentemente foram descobertas algumas comunidades interessantes em campos hidrotermais como os de Lucky Strike e Menez Gwen, localizados na zona económica exclusiva afecta aos Açores. Nas imediações do arquipélago, e ainda na macro-estrutura geológica que deu origem oa arquipélago, situam-se outros importantes campos hidrotermais, como Saldanha, o Rainbow e o Moytirra, este último descoberto em 2011.
O Lucky Strike é a maior área hidrotermal activa conhecida, com 21 chaminés activas, dispersas por 150 km² e que se estende
por mais de 19 mil hectares. Os fluidos hidrotermais atingem temperaturas da ordem dos 330 °C, muito próximas do ponto de ebulição à pressão correspondente à profundidade de 1100 m onde está situado. Apresenta uma fauna biogeograficamente distinta das restantes fontes hidrotermais da Crista Médio-Atlântica, predominantemente rica em mexilhões e espécies associadas.
O Monte Gwen é caracterizado por um vulcão de 700 m. com um diâmetro de 17 km, dividido por um graben com 2 km de largura, abrangendo uma área com cerca de 10 mil hectares. Os fluidos hidrotermais, com temperaturas próximas dos 280 °C emergem de várias chaminés activas, a uma profundidade de 850 metros. Grandes quantidades de mexilhões cobrem as chaminés, em associação com camarões, caranguejos e muitas outras espécies dependentes da comunidade quimiossintética presente nas fontes hidrotermais que recentemente foram classificados como Sítios de Interesse Comunitário pela União Europeia.
Estão a ser desenvolvidos esforços no sentido de classificar estas zonas como áreas Marinhas Protegidas, ao abrigo da Convenção para a Protecção do Meio Marinho do Atlântico Nordeste (Convenção OSPAR) e de acordo com os requisitos da Directiva Habitats.
A organização não governamental WWF (World Wildlife Fund) reconhece esta acção, tendo atribuído aos Açores o galardão honorifico Gift to the Earth, pelo notável contributo para a conservação destes ecossistemas marinhos.